# Außertropische Zyklone
Als Außertropische Zyklone (auch Extra-tropische Zyklone, Polarfront-Zyklone, Mittelbreiten-Zyklone oder Frontal-Zyklone) bezeichnet man in der Meteorologie ein dynamisches Tiefdruckgebiet, dessen Entstehung an eine Front gebunden ist. Frontal-Zyklonen bilden sich im Bereich der Polarfront, einer Luftmassengrenze zwischen polarer und gemäßigter Luftmasse, wenn barokline Instabilität auslösende kritische meridionale Temperaturgradienten überschritten werden.
Der Lebenszyklus einer außertropischen Zyklone durchläuft mehrere Phasen, angefangen von der initialen Bildung (Zyklogenese) über die Reifephase, in der das Tiefdruckgebiet seine maximale Intensität erreicht, bis hin zur Auflösung (Okklusion). Diese Zyklone sind für das Wetter in den mittleren Breiten von großer Bedeutung, da sie häufig die Ursache für wechselhaftes Wetter, Sturmsysteme und Niederschlagsereignisse sind.
Tropische Wirbelstürme werden oft nach extratropischem Übergang ebenfalls zu außertropischen Zyklonen, meist hoher Intensität.